# 响水站
响水站是位于陕西省宁强县烈金坝乡的一个铁路车站，建于1977年，有阳安铁路经过该站，现仅办理货运，不办理客运业务，车站及其上下行区间均为电气化区段。车站距离阳平关站30公里，隶属西安局集团，是四等站。